# Wahlkreis Geithain – Borna II
Der Wahlkreis Geithain – Borna II war ein Landtagswahlkreis zur Landtagswahl in Sachsen 1990, der ersten Landtagswahl nach der Wiedergründung des Landes Sachsen. Er hatte die Wahlkreisnummer 16.
Der Wahlkreis umfasste 8 Gemeinden aus dem Landkreises Borna und alle Städte und Gemeinden des Landkreises Geithain: Altmörbitz, Bad Lausick, Ballendorf, Benndorf, Breitenborn, Buchheim, Dolsenhain, Dreiskau-Muckern, Ebersbach, Eschefeld, Eula, Flößberg, Frankenhain, Frauendorf, Frohburg, Geithain, Gnandstein, Greifenhain, Hainichen, Hopfgarten, Jahnshain, Kitzscher, Kohren-Sahlis, Langenleuba-Oberhain, Mölbis, Narsdorf, Nauenhain, Nenkersdorf, Niedergräfenhain, Niedersteinbach, Obergräfenhain, Oelzschau, Ossa, Pötzschau, Prießnitz, Rathendorf, Roda, Steinbach, Syhra und Tautenhain.
Für die Landtagswahlen 1994 wurde auch infolge der Kreisreform die Wahlkreisstruktur verändert, zudem wurde die Zahl der Wahlkreise von 80 auf 60 verringert. Das Gebiet des Wahlkreises Geithain – Borna II wurde auf mehrere Wahlkreise aufgeteilt. Die Gemeinden Breitenborn, Langenleuba-Oberhain und Niedersteinbach wechselten in den neugebildeten Landkreis Mittweida und damit in den Wahlkreis Mittweida 2. Die Stadt Bad Lausick und die Gemeinde Steinbach wechselten in den Wahlkreis Muldental 2 während die restlichen Städte und Gemeinden auf die Wahlkreise Leipzig Land 1 und 2 aufgeteilt wurden.

## Ergebnisse
Die Landtagswahl 1990 fand am 14. Oktober 1990 statt und hatte folgendes Ergebnis für den Wahlkreis Geithain – Borna II:
| Direktkandidat | Partei (Kürzel) | Erststimmen (%) | Zweitstimmen (%) |
| -------------- | --------------- | --------------- | ---------------- |
|                | DA              | -               | 00,5             |
| Dietmar Laue   | CDU             | 51,4            | 56,7             |
|                | Chr. L          | -               | 00,4             |
|                | DBU             | 00,7            | 00,6             |
|                | DSU             | 10,2            | 03,7             |
|                | F.D.P.          | -               | 04,3             |
|                | LL-PDS          | 07,5            | 06,9             |
|                | NPD             | -               | 00,4             |
|                | FORUM           | 05,9            | 03,8             |
|                | RAP             | -               | 00,1             |
|                | SHB             | -               | 00,1             |
|                | SPD             | 24,4            | 22,4             |

Es waren 35.089 Personen wahlberechtigt. Die Wahlbeteiligung lag bei 73,7 %. Von den abgegebenen Stimmen waren 2,7 % ungültig. Als Direktkandidat wurde Dietmar Laue (CDU) gewählt. Er erreichte 51,4 % aller gültigen Stimmen.